# Марен, Жозеф Шарль
Жозеф Шарль Марен (фр. Joseph Charles Marin; 1759[…], Париж[…] — 18 сентября 1834[…], Париж[…]) — французский скульптор.

## Биография

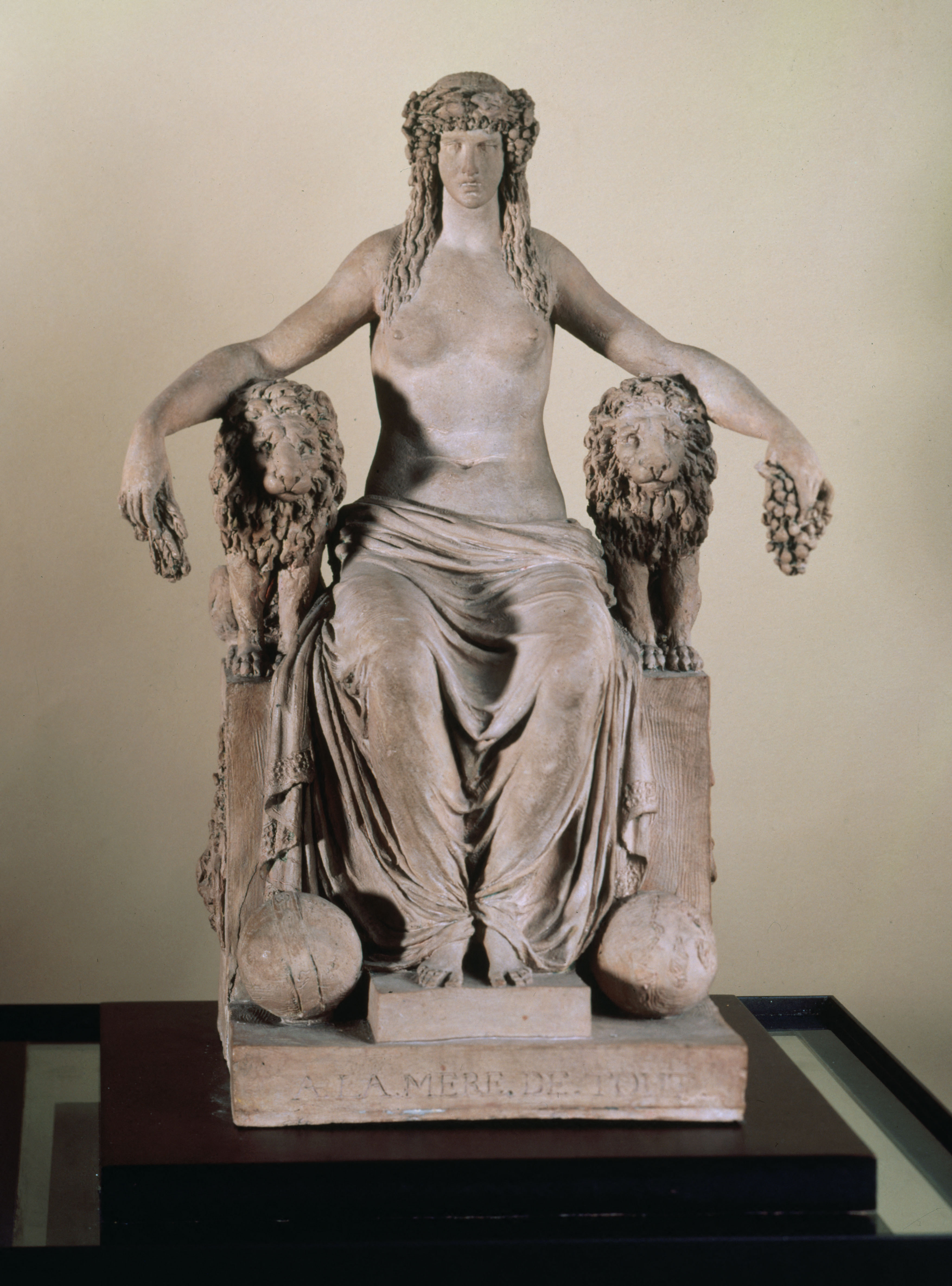
Богиня Кибела, терракота, Музей Коньяк-Жэ, Париж

Родился в 1759 году в Париже. Был учеником скульптора Клодиона. Ещё в годы правления Людовика XVI несколько раз пытался выиграть Римскую премию, но получил её только в 1801 году, в возрасте примерно 42 лет, при Наполеоне (с барельефом «Гай Гракх, оставляющий свою жену Лицинию»; ныне — в собрании Парижской высшей школы изящных искусств).
В ранний период творчества Марен находился под ярко выраженным влиянием рокайльной пышности работ своего учителя Клодиона. В дальнейшем он вполне усвоил строгость приёмов ампира, но в годы Реставрации Бурбонов вернулся к своей прежней пышной манере (памятник адмиралу де Турвилю; 1816). В дальнейшем успешно чередовал оба стиля: поздний бюст директора Лувра барона Виван-Денона работы Марена (1827) вновь демонстрирует лаконичный классический стиль.
С 1813 года Марен был профессором Школы изящных искусств Лиона.
Скончался в 1834 году в Париже.
В 1892 году в парижской Галерее Беланже состоялась персональная выставка работ Марена (экспонировалось 27 работ); к выставке был издан каталог, содержащий, в том числе, биографическую информацию о скульпторе.

## Галерея

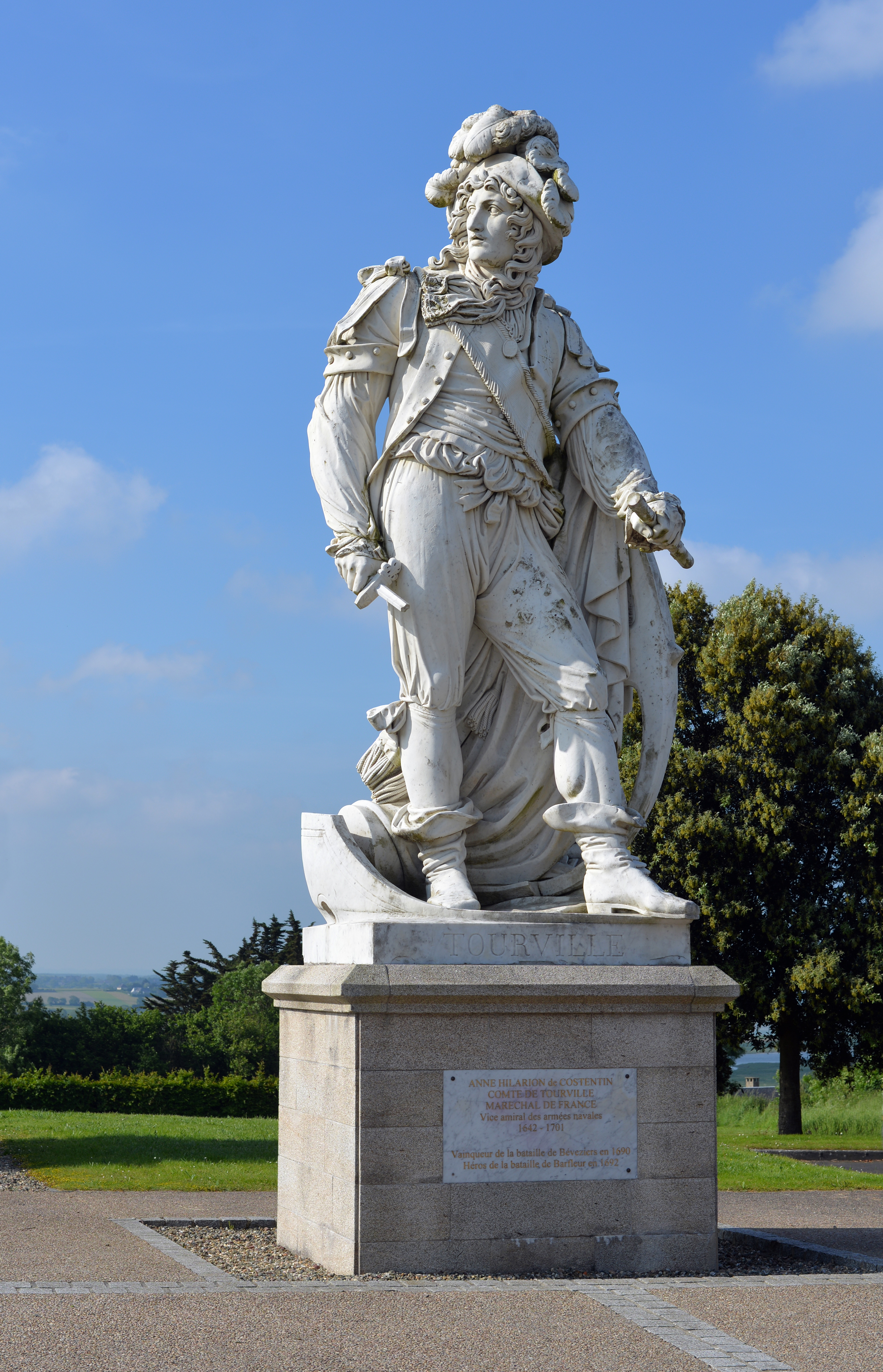
Памятник адмиралу де Турвилю (1816)
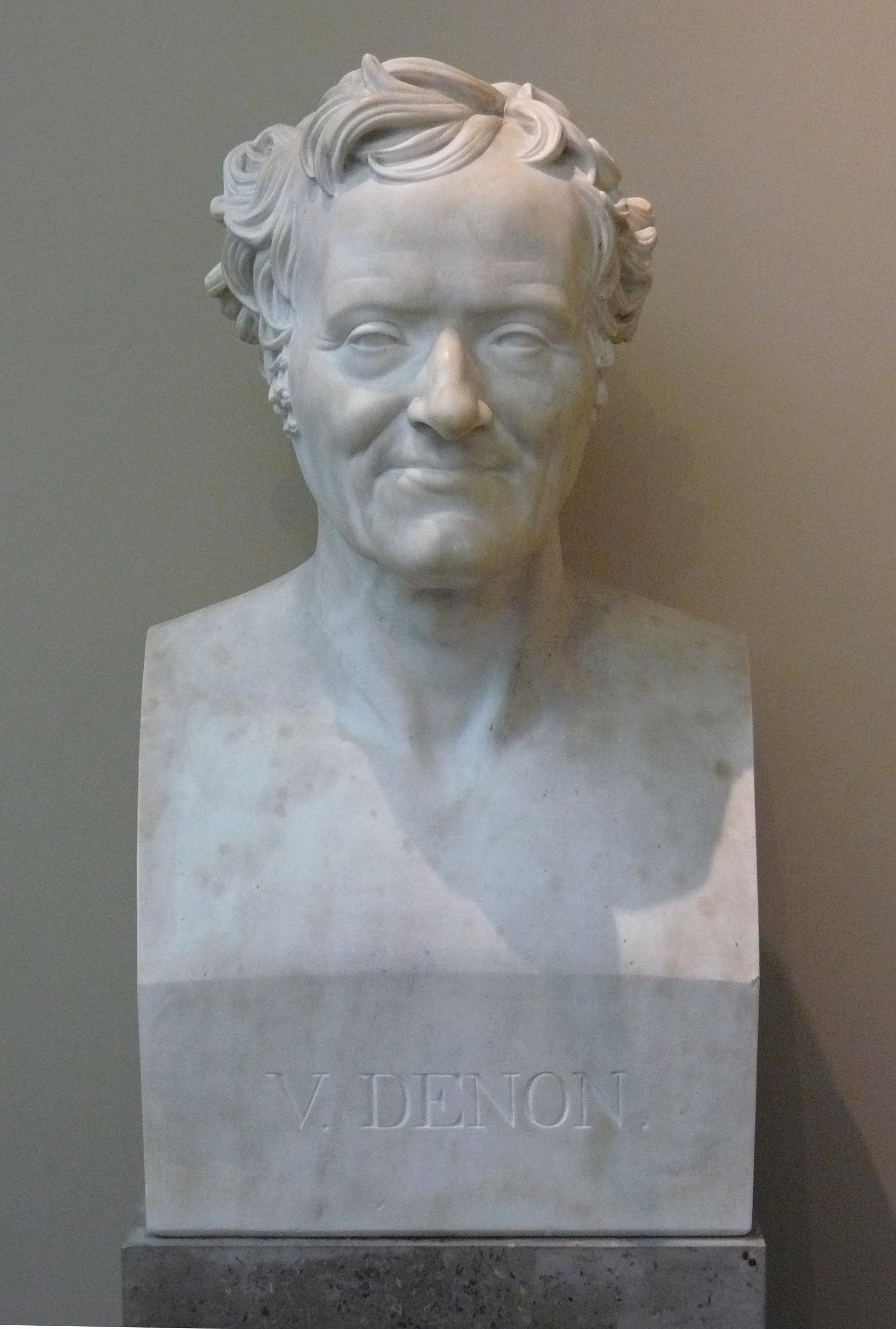
Бюст директора Лувра барона Виван-Денона (1827), мрамор, Лувр
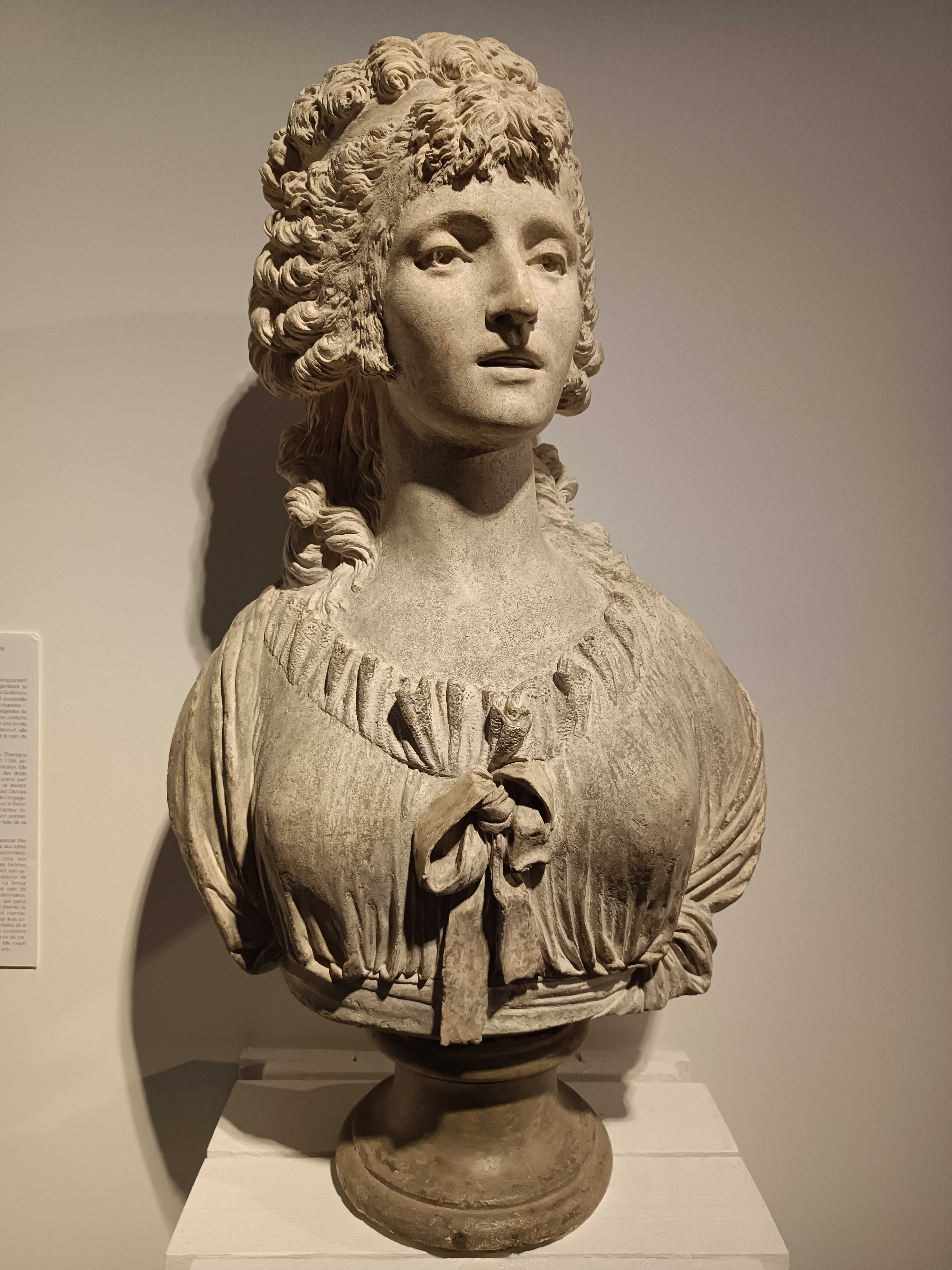
Бюст Теруань де Мерикур
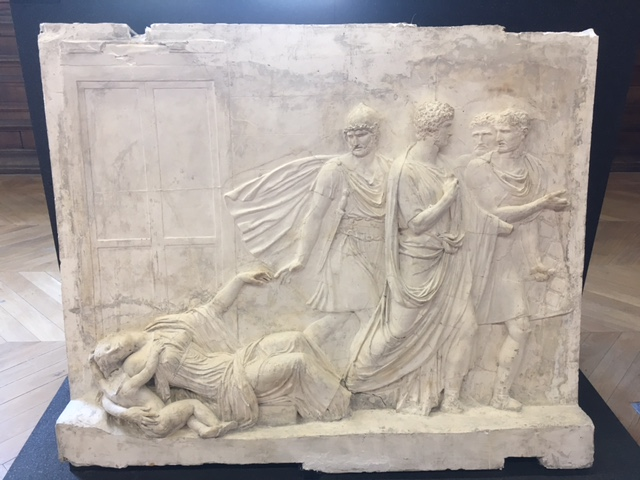
Гай Гракх, оставляющий свою жену Лицинию (барельеф; Римская премия 1801 года)
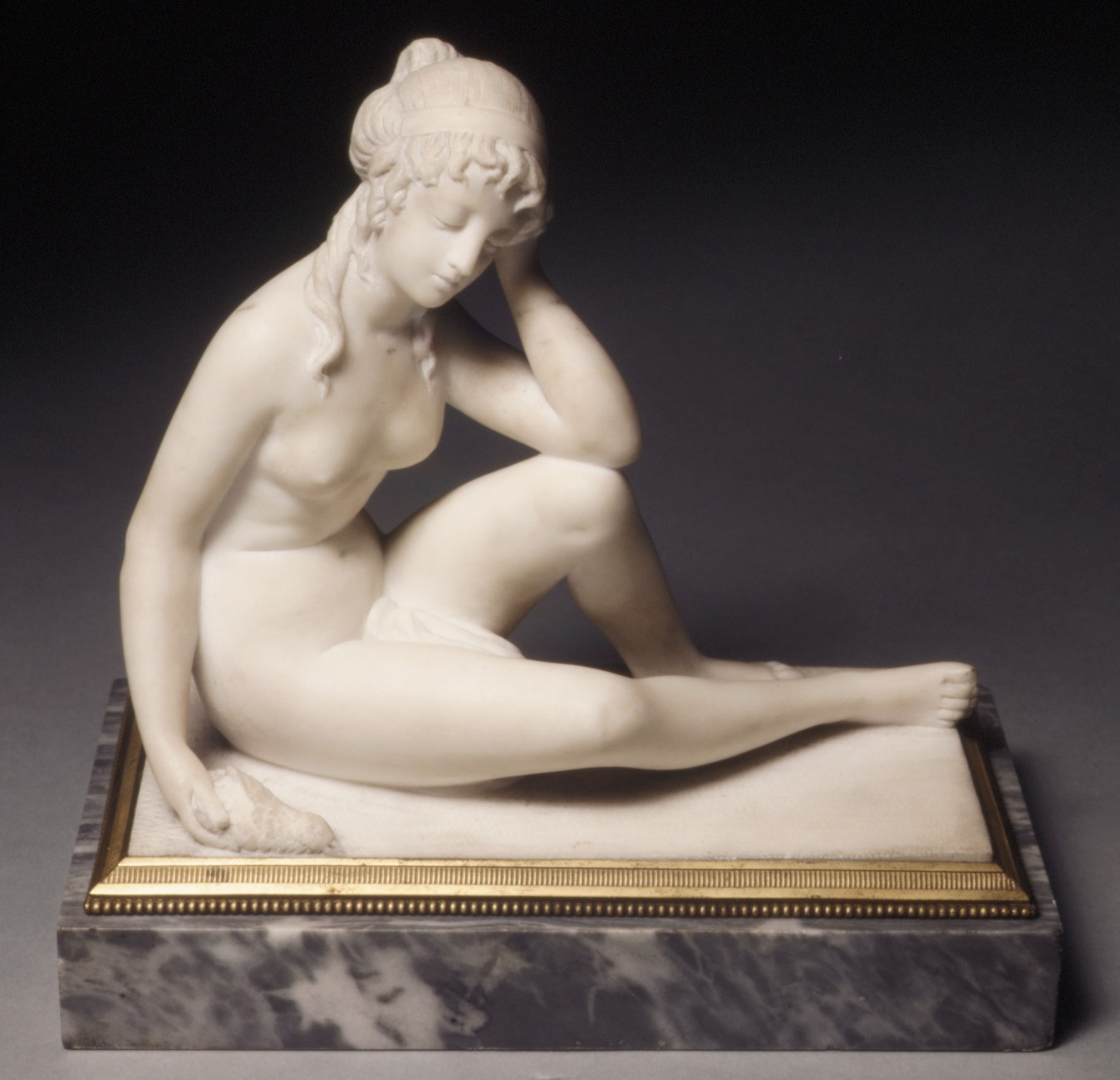
Девушка с мёртвой птицей, мрамор,
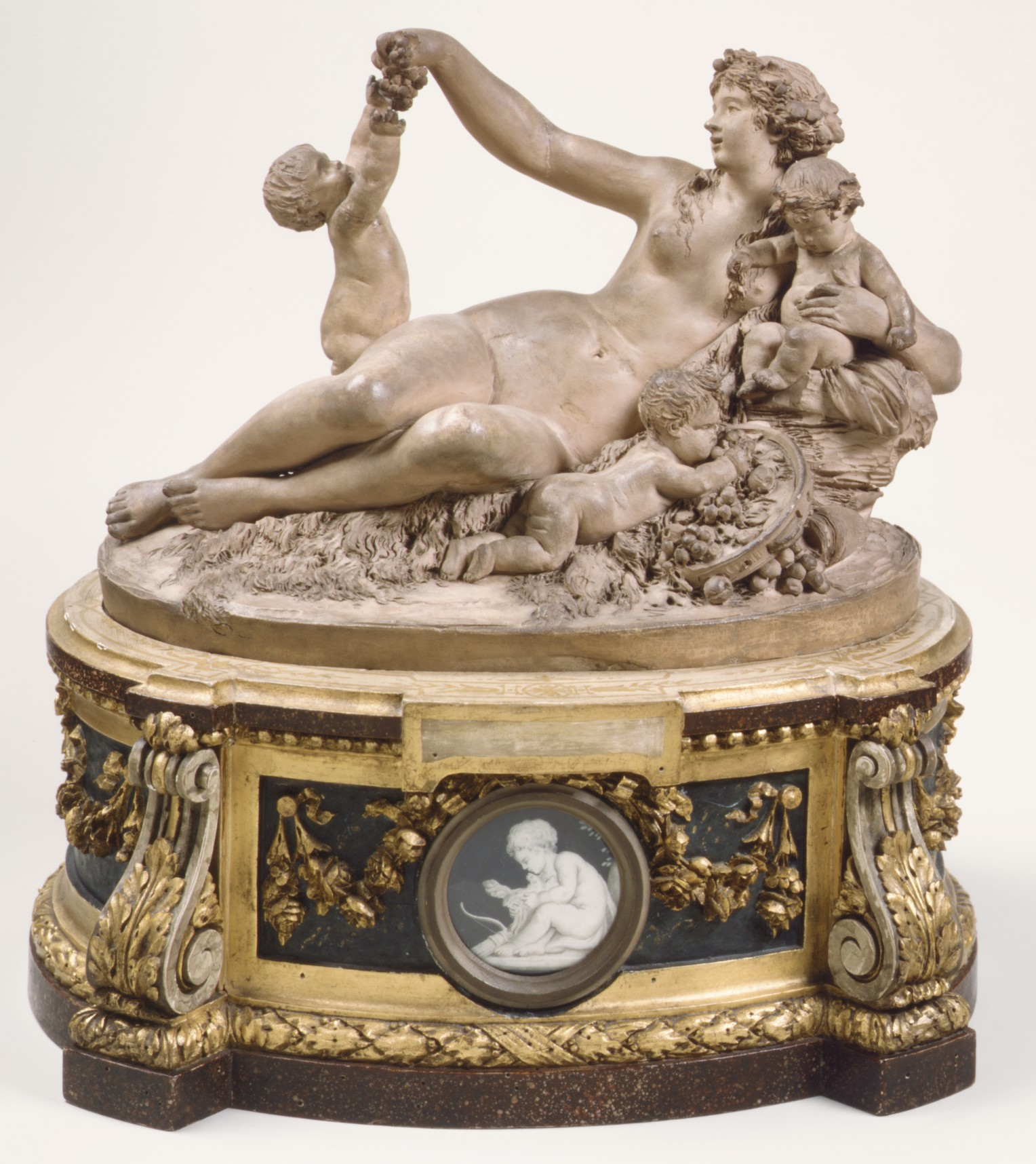
Вакханка с виноградом и тремя путти, терракота, Метрополитен-музей
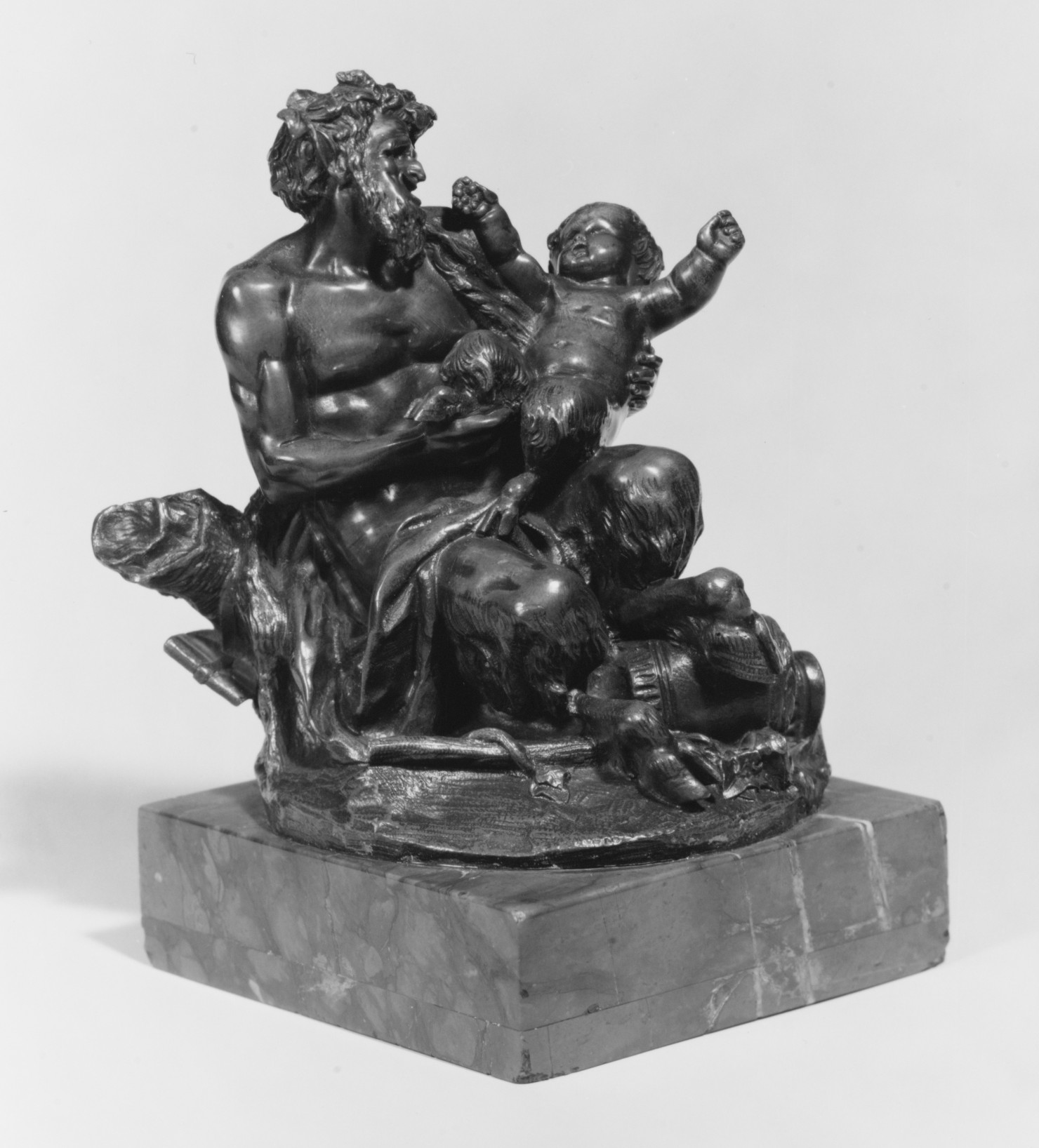
Сатир с сыном, бронза, Метрополитен-музей
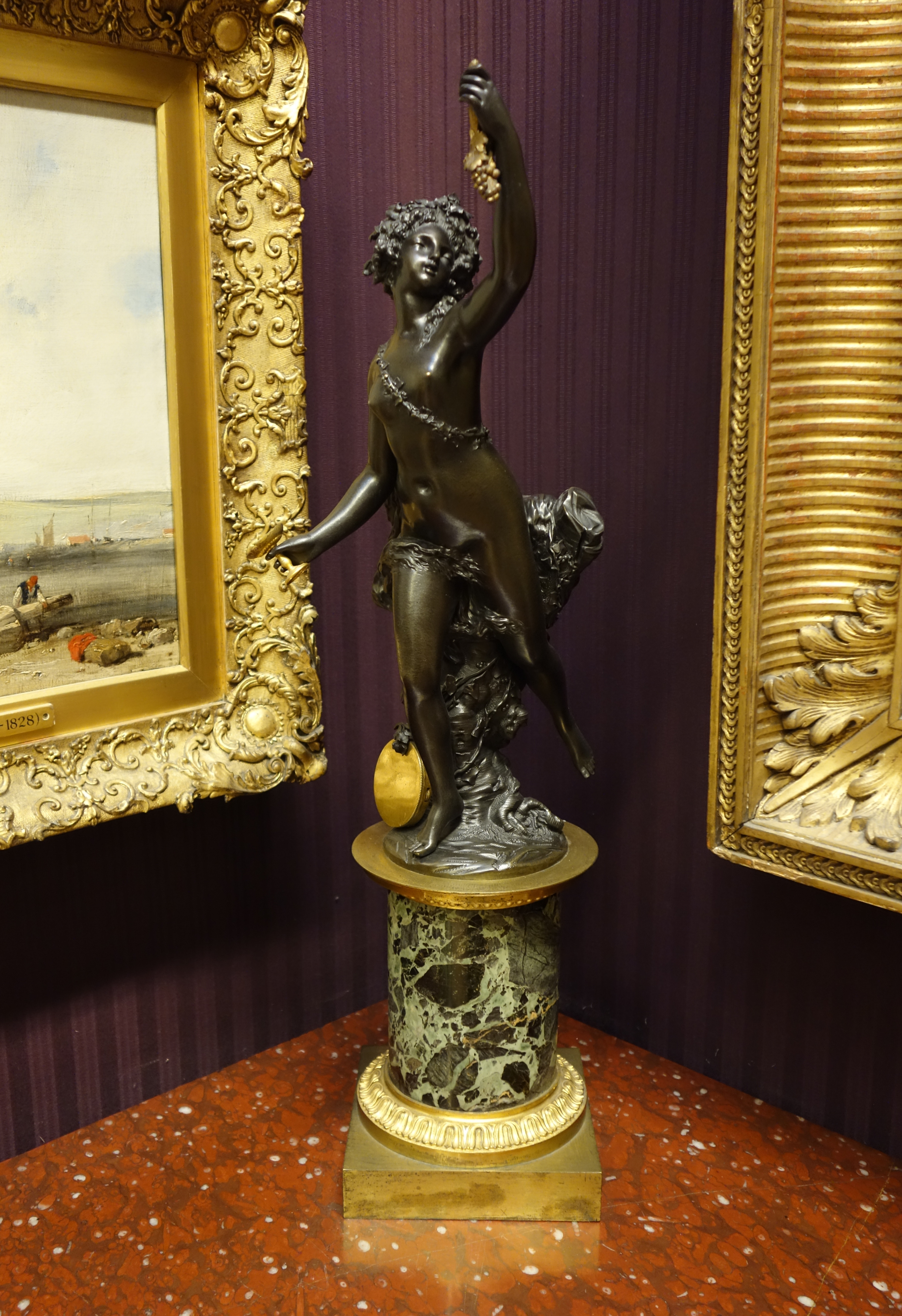
Вакханка с виноградом (приписывается), коллекция Уоллеса, Лондон